# مقاطعة روك آيلاند (إلينوي)
مقاطعة روك آيلاند (بالإنجليزية: Rock Island County)‏ هي إحدى المقاطعات في ولاية إلينوي في الولايات المتحدة الأمريكية.